# Papaver laestadianum
Papaver laestadianum (мак Лестадіуса) — вид квіткових рослин з родини макових (Papaveraceae).

## Назва
Вид названо на честь Ларса Леві Лестадіуса.

## Середовище проживання
Ця багаторічна рослина зростає на альпійських і субальпійських вапняних луках в Норвегії й Швеції.

## Загрози
У Швеції загрози цьому виду немає. Для Норвегії зміна клімату була названа загрозою, оскільки середовище існування виду вразливе до підвищення температури.